# Сливовий сік

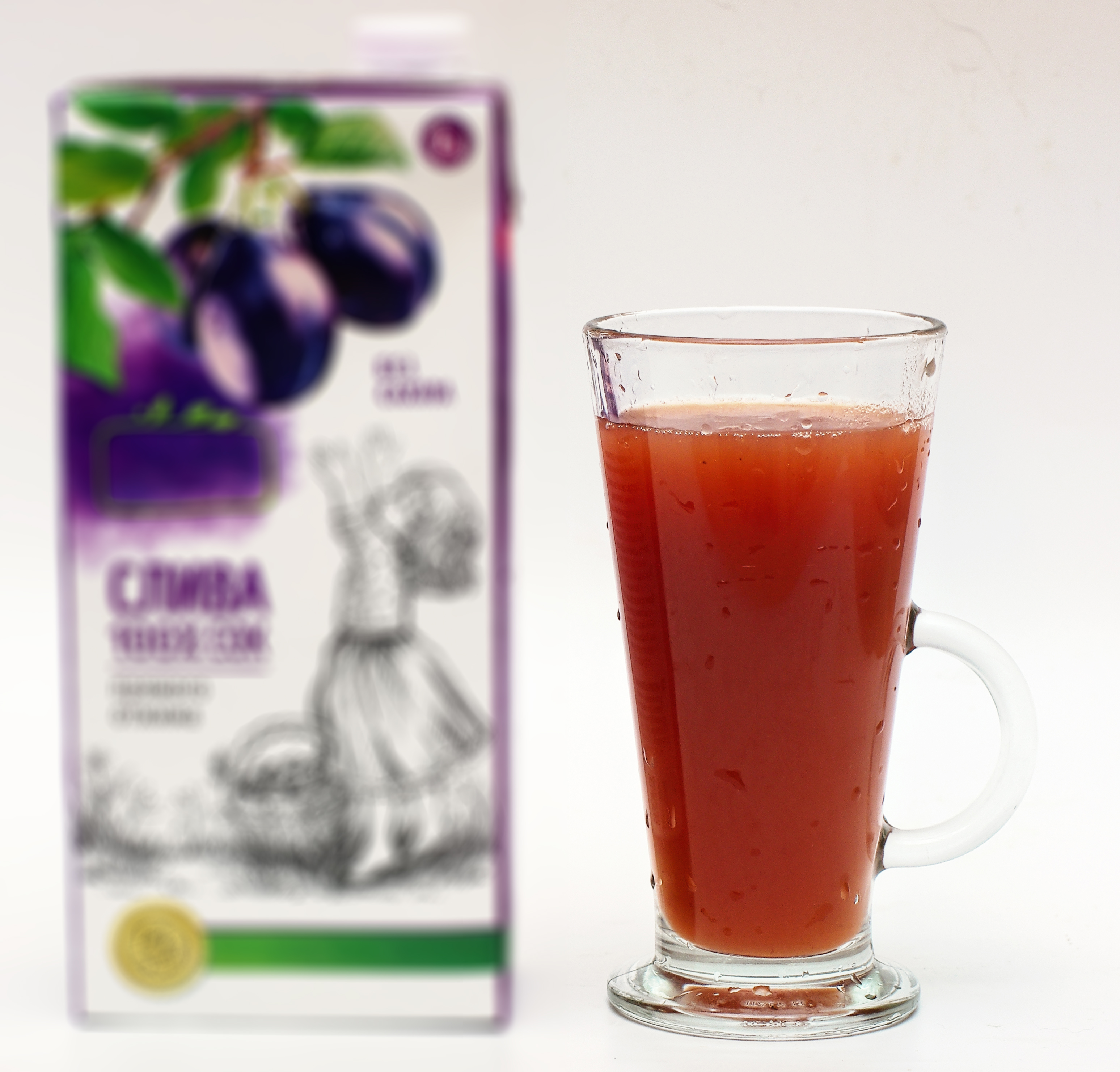
Сливовий сік

Сливовий сік — натуральний або підсолоджений непрозорий сік із плодів сливи. Може бути з м'якоттю та без м'якоті. Зі сливового соку також роблять сливовий сироп, який використовують у виробництві напоїв та кондитерських виробів.
Для приготування сливового соку кращими є такі сорти, як угорка, ізюм-ерик, Ганна Шпет та Ніагара. Для кращого і повнішого відділення соку мезгу, отриману шляхом дроблення плодів, нагрівають з невеликою кількістю води до 80—85 °C, або до 40—45 °C і обробляють спеціальними пліснявими грибами, або піддають впливу електричного струму в електроплазмолізаторі. Після пресування вичавки отриманий сік фільтрують, розливають у тару і стерилізують. Вихід соку без м'якоті становить 58 % до ваги сировини, з м'якоттю — 72 %.